# Oliver Tambo
Oliver Reginald Tambo (27 de octubre de 1917-24 de abril de 1993) fue un político sudafricano anti-apartheid y una figura central en el Congreso Nacional Africano.

## Biografía
Nació en Mbizana en el este de Pondolandia en lo que ahora es la provincia Oriental del Cabo. Estaba casado con Adelaide Tambo.
Nació en la ciudad de Nkantolo en Bizana, al este de Pondolandia, en lo que hoy es la provincia Cabo Oriental. Su padre, Mzimeni Tambo, era hijo de un granjero y tenía cuatro esposas y diez hijos. La madre de Oliver, Julia, era la tercera esposa.
Tambo provenía de una familia estable, donde los hijos recibieron una buena educación. Asistió a escuelas misioneras anglicanas y metodistas, incluida la Holy Cross, en abril de 1928. Después de cinco años en ella, Tambo destacó en sus estudios, y se trasladó a la St. Martin's School (Rosettenville) de Johannesburgo. 
Graduado en 1938 como uno de los mejores estudiantes, fue admitido en la Universidad de Fort Hare, pero en 1940, él, junto a muchos otros incluyendo a Nelson Mandela, fue expulsado de la misma por participar en una huelga estudiantil. En 1942 Tambo volvió a su antigua escuela en Johannesburgo para enseñar ciencia y matemáticas.
Tambo, junto con Mandela y Walter Sisulu, fue un miembro fundador de la Liga Juvenil del Congreso Nacional Africano en 1943, convirtiéndose en su primer secretario nacional y más tarde en un miembro del Ejecutivo Nacional en 1948. La Liga Juvenil propuso un cambio en las tácticas del movimiento anti-apartheid. Anteriormente el CNA había intentado promover su causa mediante acciones como peticiones y manifestaciones, sin embargo, la Liga Juvenil sintió que esas acciones no eran suficientes para lograr los objetivos del grupo y propuso su propio "Programa de Acción". Este programa defendía tácticas como boicots, desobediencia civil, huelgas y no colaboración.
En 1955 Tambo se convirtió en secretario general del CNA luego de que Walter Sisulu fuera excluido por el gobierno sudafricano bajo el Acta de Supresión del Comunismo. En 1958 se convirtió en segundo presidente del Consejo Nacional Africano y en 1959 el gobierno le dio una orden de prohibición de cinco años.
Como respuesta, Tambo fue enviado al exterior por el CNA para movilizar la oposición al apartheid. Estuvo involucrado en la formación del Frente Sudafricano Unido, el cual ayudó a provocar la expulsión de Sudáfrica de la Commonwealth en 1961. En 1967, Tambo fue nombrado presidente interino del CNA luego de la muerte de Albert Lutuli. En 1985 fue reelegido presidente del CNA. En 1985 sufrió un derrame cerebral que lo dejó debilitado, pero siguió siendo un símbolo de la lucha anti-apartheid tanto en Sudáfrica como en el exterior.
Regresó a Sudáfrica en 1991, luego de 30 años de exilio en Zambia y fue elegido presidente Nacional del CNA en julio del mismo año. Tambo murió por complicaciones de un segundo derrame cerebral el 24 de abril de 1993.
En 2004 fue votado en 31eɽ lugar en el Top 100 de Grandes Sudafricanos.
A fines del 2005 políticos del CNA anunciaron planes de renombrar al Aeropuerto Internacional de Johannesburgo con su nombre. La propuesta fue aceptada y la ceremonia de cambio de nombre se llevó a cabo el 27 de octubre de 2006. También en su honor se nombró la condecoración Orden de los Compañeros de O. R. Tambo.